# Mark Morgan
Mark Morgan (* 22. Oktober 1961 in Los Angeles, Kalifornien) ist ein US-amerikanischer Komponist für Computerspiele sowie Film und Fernsehen. Besonders bekannt sind seine Arbeiten für Fallout, Fallout 2 und Planescape: Torment.

## Leben
Mark Morgan wurde 1961 als Sohn der Bildhauerin Betty und des Architekten Mel Morgan in Los Angeles geboren und wuchs in Orange County (Kalifornien) auf. Mit sieben Jahren begann er auf Anregung seiner Mutter mit dem Klavierspielen. Nach der Schule besuchte er die Berklee School of Music, brach das Studium jedoch nach wenigen Monaten wieder ab und verfolgte stattdessen eine Karriere als Studio- und Gastmusiker im Großraum Los Angeles. Er spielte unter anderem für Rickie Lee Jones und Chaka Khan. Ende der 1980er stieß er zur Band Starship (Jefferson Airplane), erst als Keyboarder für die Tournee des Albums No Protection, anschließend als vollwertiges Bandmitglied. In diesem Zeitraum zog er nach San Francisco. Für das Album Love Among the Canibals, das im Tonstudio Record Plant in Sausalito entstand, vollzog Morgan den Schritt vom Mitspieler zum Komponisten und Produzenten. Als sich die Band 1990 auflöste, kehrte er zurück nach Los Angeles. Er beendete seine Karriere als Tourmusiker und arbeitete fortan hauptsächlich als Soundprogrammierer und -designer und schließlich zunehmend häufiger als Komponist.
In den 1990ern waren Auftragsarbeiten für das Fernsehen Morgans Hauptbetätigungsfeld. Sein erstes eigenes Fernsehengagement erhielt er für die Science-Fiction-Serie Prey des Senders ABC. Als der mit ihm befreundeter Agent Bob Rice seine Komposition hörte, schlug er Morgan vor, in die Komposition für Computerspiele einzusteigen und machte ihn mit diversen Leuten in der Branche bekannt. Seine erste Spielekomposition wurde der Soundtrack zu Dark Seed 2, einem 1995 veröffentlichten Adventure. Da es sich um einen reinen MIDI-Soundtrack handelte, bezeichnete Morgan die Arbeiten als eher quälend, die auf Konzeptgrafiken von HR Giger (Alien) basierende Optik des Spiels begeisterte ihn jedoch umgehend von der visuellen Qualität von Computerspielen. Es folgten unter anderem mehrere Auftragsarbeiten für Interplay Entertainment, darunter seine bekanntesten Aufträge für die postapokalyptischen Rollenspiele Fallout (1997) und Fallout 2 (1998) sowie Planescape: Torment (1999). Seine Beiträge für das noch in der Entwicklung befindliche Giants: Citizen Kabuto waren dann jedoch für zehn Jahre seine letzten Kompositionen im Spielebereich. Morgan, der ursprünglich als Hauptkomponist für Giants vorgesehen war, konnte die Arbeiten aufgrund anderer Verpflichtungen nicht zu Ende führen und wurde daher durch Jeremy Soule ersetzt.
Er arbeitete schließlich wieder vor allem für das Fernsehen, bis er vom ehemaligen Interplay-Angestellten Charles Deenan angefragt wurde, ob er für das Rennspiel Need for Speed: Shift einige Titel beisteuern wolle. Kurz darauf wurde ihm die Komposition für das bislang unveröffentlichte Actionspiel Prey 2 angeboten, die er zusammen mit Jason Graves übernahm. 2010 wurden Teile seines Fallout-Soundtrack für den jüngsten Serienableger Fallout: New Vegas wiederverwendet. 2012 trat dann der ehemalige Interplay-Chef Brian Fargo an Morgan heran, ob er die Komposition für Wasteland 2 übernehmen wolle, einer Fortsetzung des geistigen Vorgängers der Fallout-Reihe. Morgan stimmte zu und erhielt von Fargos Unternehmen InXile Entertainment 2013 schließlich auch den Auftrag für den geistigen Nachfolger zu Planescape: Torment, das wie Wasteland 2 mittels Crowdfunding finanzierte Torment: Tides of Numenera. Mit dem Adventurespiel Stasis bewarb er sich außerdem erfolgreich um die Komposition eines dritten per Crowdfunding finanzierten Projekts.

## Einflüsse und Stil
Morgan stammt aus einem musikalisch interessierten Haushalt. Seine Mutter spielte selbst Klavier und hatte eine musikalische Vorliebe für Erik Satie und Claude Debussy, sein Vater dagegen für Miles Davis, John Coltrane und avantgardistischen Jazz. Beiden gemeinsam war außerdem die Vorliebe für Werke von Igor Strawinski, wie Le Sacre du printemps oder Der Feuervogel. Neben den musikalischen Gewohnheiten seiner Eltern bezeichnete Morgan weiterhin Herbie Hancock, Keith Jarrett, Chick Corea und The Beatles als prägend für seinen musikalischen Geschmack.
Morgans Kompositionen sind überwiegend elektronisch, seltener akustisch oder orchestral. Diese Vorliebe rührte weniger von der Musik her, sondern der Faszination, die die Begegnung mit einem modularen Synthesizer in ihm auslöste. Seine ersten Gehversuche im Bereich der elektronischen Musik machte er schließlich zu MIDI-Zeiten mit Synthesizern der Marken Jupiter, PPG, Moog, Oberheim und Yamaha. Seit seinen Erfahrungen mit dem Synclavier setzte Morgan außerdem zunehmend stärker auf Sequenzer.
Seinen Entschluss für den Einstieg in die Spielekomposition beschrieb Morgan damit, „dass das Medium für ihn eine großartige Gelegenheit bot, seine Vorstellung von einem Score auszuloten, der minimal, immersiv ist und den Spieler emotional in das Spiel einbindet“. Während es bei Film- und Fernsehkomposition auf exaktes Timing ankomme, um Situation und Dialoge emotional zu unterstreichen, böten Computerspiele dem Komponisten wesentlich mehr Freiraum. Als die wichtigsten Einflüsse seiner Kompositionsarbeit bezeichnet Morgan die Musik von Miles Davis, Peter Gabriel, Ryuichi Sakamoto und Trent Reznor und die architektonischen Stile des Minimalismus und der Moderne:

“I am moved by the simplicity in modern architecture. With its space and restraint, you can see it all without being detoured or interrupted by things that don’t matter. To borrow a quote, ‘Subtle enough to not intrude, but bold enough to not become irrelevant.’ That’s kind of my goal. As this relates to games, I want to effect the player in subliminal ways by keeping them in the moment.”

„Mich bewegt die Simplizität der modernen Architektur. Mit ihrem Raum und ihrer Zurückhaltung kannst du alles sehen, ohne durch Dinge abgelenkt oder unterbrochen zu werden, die bedeutungslos sind. Um ein Zitat auszuleihen: ‚Subtil genug, um nicht zu stören, aber ausreichend kräftig, um nicht irrelevant zu sein.‘ Das ist mein Ziel. Mit Bezug auf Computerspiele möchte ich den Spieler auf unterschwellige Weise beeinflussen, indem ich ihn in der Situation halte.“

In anderem Zusammenhang nannte er zusätzlich auch Paul Bley, Massive Attack, Kraftwerk, die Filmkomponisten Clint Mansell, James Newton Howard und John Powell, sowie die Avantgarde-Musiker Alva Noto, Ryoji Ikeda und Kangding Ray. Laut Eigendarstellung basiert sein Stil für jedes Spiels auf einem Gefühl und einer individuellen Mischung aus Minimalismus, Ambiente, Tribal, Ethnic und einer durch das Sounddesign bestimmten Atmosphäre. Während Planescape: Torment bspw. auf einem durchgehenden, immer wieder variierten Leitmotiv basierte, handelte es sich bei Fallout um einen dunklen Ambiente-Soundtrack. Für Giants: Citizen Kabuto schrieb er wiederum orchestrale Stücke mit einem eher nüchternen, minimalistischen Klang.

## Computerspiele (Auswahl)
- Dark Seed 2 (1995)
- Zork Nemesis (1995)
- Shattered Steel (1996)
- Descent 2 (1996)
- Zork: Der Großinquisitor (1997)
- NetStorm: Islands At War (1997)
- Fallout (1997)
- Fallout 2 (1998)
- Planescape: Torment (1999)
- Civilization: Call to Power (1999)
- Giants: Citizen Kabuto (2000)
- Allods Online (2009)
- Need for Speed: Shift (2009)
- Fallout: New Vegas (2010) (wiederverwendete Musik aus Fallout 1 und 2)
- Wasteland 2 (2014)
- Stasis (2015)
- Torment: Tides of Numenera (2015)
- Wasteland 3 (2020)

## Fernsehen (Auswahl)
- Prey (1998)
- One Tree Hill (2003–2012)
- Hawaii (2004)
- Kojak (2005)
- Killer Instinct (2005)
- Shark (2006–2008)

## Filme (Auswahl)
- Straßenkinder (1992)
- Prophet's Game – Im Netz des Todes (2000)